# 15e armée (Union soviétique)
Pour les articles homonymes, voir 15e armée.
La 15e armée est une unité de l'Armée rouge pendant la Seconde Guerre mondiale puis la guerre froide.

## Historique

### Guerre contre la Finlande
La 15e armée est formée pour la première le 11 février 1940 lors de la guerre d'Hiver contre la Finlande, à partir du groupe de forces sud de la 8e armée. Elle comprend les 8e et 56e corps de fusiliers, la 144e division de fusiliers, la 119e division de fusiliers motorisés (ru), la 34e brigade de chars légers et un certain nombre d'unités indépendantes.
Elle est combat sur la côte nord-est du lac Ladoga. L'armée est dissoute fin mars 1940, ses éléments rejoignent le district militaire d'Arkhangelsk ou la 8e armée.

### Seconde Guerre mondiale en Extrême-Orient
La 15e armée est recréée en juillet 1940, avec son état-major à Birobidjan. Elle comprend le 20e corps de fusiliers, la région fortifiée d'Oust-Soungari (102e région), la 202e brigade aéroportée (ru), la 19e brigade de chars légers, le 12e régiment d'aviation de chasse, le 181e régiment d'artillerie et diverses unités indépendantes. 
La division est stationnée en Extrême-Orient soviétique, en position contre les forces japonaises. Mi-1942, sa composition est la suivante 34e division de fusiliers (en), 250e et 260e brigades de fusiliers, 102e région fortifiée, 165e et 171e brigades de chars, divers régiments d'artillerie et d'aviation et d'autres unités indépendantes. 
Le 5 août 1945, la 15e armée passe sous le commandement du 2e front d'Extrême-Orient. Sa composition est alors la suivante : 
- 34e division de fusiliers
- 255e division de fusiliers
- 361e division de fusiliers
- 388e division de fusiliers
- 4e région fortifiée
- 192e région fortifiée
- 165e brigade de chars
- 171e brigade de chars
- 203e brigade de chars
- Unités d'artillerie, du génie, etc.

À partir du 9 août 1945, l'armée participe à l'offensive de la Soungari (ru) dans le cadre de l'invasion soviétique de la Mandchourie. Elle prend Harbin le 20 août. La 15e armée continue de combattre les unités dispersées de l'armée japonaise du Guandong jusqu'à la fin du mois.

### Guerre froide
Dans les années 1980, la 15e armée a la composition suivante :
- 73e division de fusiliers motorisés
- 81e division de fusiliers motorisés de la Garde
- 135e division de fusiliers motorisés
- 270e division de fusiliers motorisés
- 2e région fortifiée
- 17e régiment fortifiée

### Unité russe et dissolution
Le 11 octobre 1993, la 15e armée est dissoute et forme le 43e corps d'armée. Le 43e corps est à son tour dissous le 1er mai 1998.